# Báo cáo Kilgour-Matas

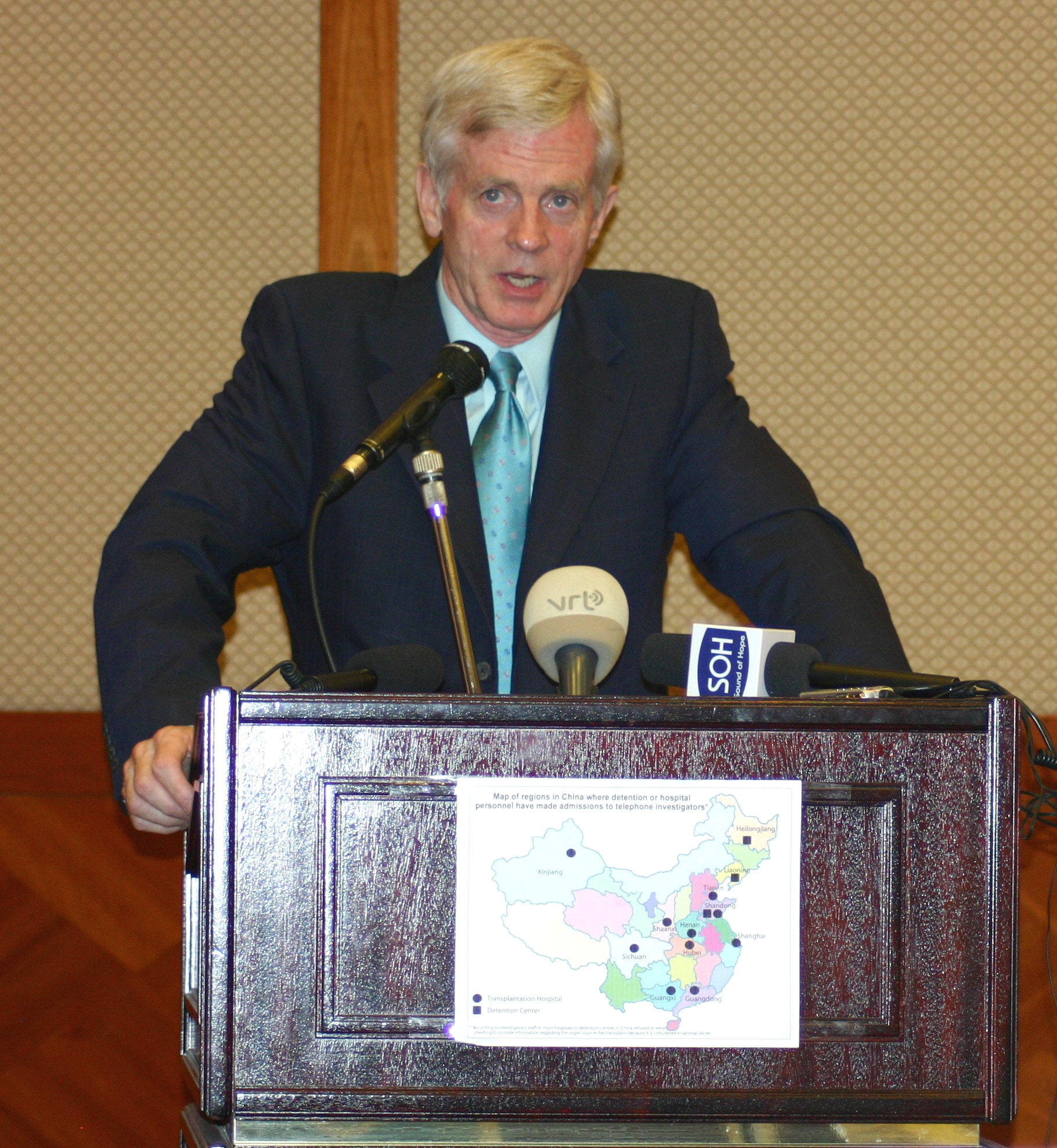
Ông David Kilgour trong một buổi thuyết trình tại Bỉ về đề tài mổ cướp tạng ở Trung Quốc

Báo cáo Kilgour-Matas là bản báo cáo năm 2006/2007 về kết quả điều tra độc lập của hai ông luật sư David Kilgour và David Matas sau khi nhận được kiêu cầu của CIPFG – Liên hiệp điều tra cuộc đàn áp Pháp Luân Công tại Trung Quốc – với cáo buộc rằng học viên Pháp Luân Công đang là nạn nhân của nạn nạn mổ cướp tạng ở Trung Quốc. Cáo buộc này được đặt ra sau khi có lời chứng rằng các học viên Pháp Luân Công bị bí mật giết hại để lấy tạng ở Bệnh viên Tim mạch Tô Gia Đồn. Báo cáo kết luận: "Đã và đang diễn ra hoạt động mổ cướp tạng quy mô lớn các học viên Pháp Luân Công không cần họ tình nguyện".
Bản báo cáo lập tức gây tiếng vang trong cộng đồng thế giới, đúng lúc vấn đề du lịch ghép tạng ở Trung Quốc đang trở nên nóng bỏng. Hai ông tác giả ngay tiếp đó đã đi thuyết trình, hội thảo nhiều nơi trên thế giới về vấn đề này.
Năm 2009, hai tác giả xuất bản cuốn sách Thu hoạch đẫm máu (Bloody Harvest), bản hoàn thiện của Báo cáo 2006/2007. Trong sách có đoạn viết: "Quả thực, các học viên Pháp Luân Công vô tội đã và đang bị giết hại để trích lấy cơ quan tạng của họ và Hoạt động thu hoạch tạng không cần đồng ý từ các học viên Pháp Luân Công là đã tồn tại và tiếp tục tiếp diễn cho đến hiện nay trên quy mô rộng lớn. Chúng tôi kết luận rằng: Chính phủ Trung Quốc và các cơ quan của họ trên khắp nước, đặc biệt là các bệnh viện, các trại tạm giam và các "toà án nhân dân", từ năm 1999 đã giết hại một lượng rất lớn nhưng không rõ con số bao nhiêu các tù nhân lương tâm là học viên Pháp Luân Công".
Vì những hoạt động nhân quyền liên quan đến vấn đề Ghép tạng ở Trung Quốc, nên năm 2009, Hội Nhân quyền Quốc tế đã trao tặng giải Human Rights Award cho hai ông; và năm 2010, hai tác giả được đề cử cho giải Nobel hoà bình.

## Về tác giả

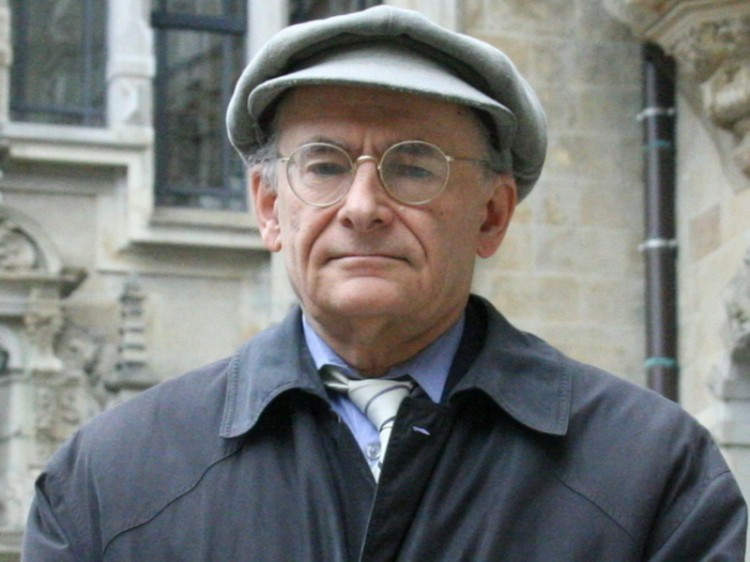
Ông David Matas, một luật sư tại Winnipeg, Canada

Ông David Kilgour là nhà hoạt động nhân quyền. Trước ông từng là luật sư hoàng gia, từng giữ chức công tố viên; sau đó làm việc cho Quốc hội Canada. Ông từng giữ nhiều chức vụ khác nhau trong sự nghiệp của mình. Với 27 năm làm việc cho Quốc hội, ông là thành viên lâu nhất, và là một trong số rất hiếm thành viên được cả hai Đảng Bảo thủ Canada và Đảng Tự do Canada đồng thời ủng hộ. Sau khi nghỉ hưu, ông chủ yếu hoạt động trong lĩnh vực nhân quyền. Hiện ông sinh sống tại Toronto, Canada.
Ông David Matas là luật sư tư nhân về tị nạn, di trú, và nhân quyền, ông được biết đến qua những hoạt động nhân quyền của mình, cùng một số sách và ấn phẩm. Trước khi nghỉ hưu và chuyên về hoạt động nhân quyền, ông đã từng giữ các cương vị khác nhau trong chính phủ Canada và tham gia nhiều hoạt động nhân quyền khác. Hiện ông sinh sống tại Winnipeg, Canada.

## Bối cảnh

### Hoạt động ghép tạng ở Trung Quốc
Hoạt động ghép tạng ở Trung Quốc như những ghi chép, đã được thực hiện từ những năm 1960. Đỉnh cao là năm 2004 với 13.000 cấy ghép được ghi nhận; đến năm 2006, con số giảm xuống 11.000, đặt Trung Quốc ở vị trí đứng thứ hai trên thế giới trong ngành Cấy ghép cơ quan tạng tính theo số lượng cấy ghép hàng năm.
Tính đến 2006, là quốc gia duy nhất kiên trì chính sách coi tù nhân là nguồn tạng chủ yếu (thậm chí cho đến hiện nay), Trung Quốc chịu rất nhiều chỉ trích từ cộng đồng quốc tế về vấn đề này. Những chỉ trích đầu tiên có thể thấy từ những năm 1990.
Từ 1999 trở về trước, thì những quan ngại và chỉ trích về ghép tạng ở Trung Quốc chỉ là một vấn đề không thu hút trong nhiều vấn đề nhân quyền khác. Nhưng tính từ 1999, 2000, khi mà Trung Quộc đột nhiên bùng nổ số lượng ca cấy ghép, thì chủ đề này đã trở lên nổi cộm. Năm 2005, Tổ chức Y khoa Thế giới (WMA) đã yêu cầu Trung Quốc chấm dứt sử dụng tù nhân làm nguồn tạng cho hoạt động cấy ghép. Cuối năm đó, Thứ trưởng bộ Y tế, ông Hoàng Khiết Phu công nhận rằng 95% tạng ghép là từ tù nhân., và ông tuyên bố rằng Trung Quốc sẽ có biện pháp về vấn đề này.
Sự bùng nổ du lịch ghép tạng ở Trung Quốc cũng thể hiện trên các phương tiện thông tin đại chúng ở Việt Nam.

### Pháp Luân Công
Năm 2006 vấn đề lại dấy lên một lần nữa khi một nhân chứng khác tuyên bố rằng người chồng cũ của cô đã tham gia mổ cướp giác mạc mắt hơn 2.000 học viên Pháp Luân Công trong những năm từ 2001 đến cuối 2002 đầu 2003 tại một Bệnh viên Tim mạch Tô Gia Đồn, nơi hai người từng cùng làm việc. Cô cũng đưa ra đánh giá rằng trong quãng thời gian đó khoảng 3.000-4.000 học viên Pháp Luân Công đã bị sát hại để lấy tạng. Tin tức này lần đầu công bố trên tờ The Epoch Times. Thông tin chi tiết của lời chứng được ghi chép trong Báo cáo 2006/2007, và tường trình cụ thể trong cuốn sách Thu hoạch đẫm máu ở chương 9: Tô Gia Đồn.
Thời điểm đó vấn đề Pháp Luân Công bị đàn áp cũng là một vấn đề nhân quyền nổi cộm. Cộng đồng học viên Pháp Luân Công lên án mạnh mẽ nạn mổ cướp tạng ở Trung Quốc, nơi mà các học viên là nhóm nạn nhân chính. Họ mở các sân khấu nhỏ ngoài phố ở rất nhiều nơi trên thế giới diễn cảnh bác sĩ Trung Quốc mổ cướp tạng học viên của họ như thế nào.

## Báo cáo

### Nhận lời điều tra
Một trong những phản ứng của Pháp Luân Công, là vào tháng 5-2006, Liên hiệp điều tra cuộc đàn áp Pháp Luân Công tại Trung Quốc (CIPFG) đã kiến nghị hai luật sư và đồng thời cũng là hai nhà hoạt động nhân quyền Canada – David Kilgour và David Matas – hãy tiến hành điều tra độc lập về vấn đề học viên Pháp Luân Công là nạn nhân của nạn mổ cướp tạng ở Trung Quốc. Bức thư đề nghị đó được chép lại toàn văn trong Báo cáo 2006/2007 cũng như trong cuốn sách Thu hoạch đẫm máu. Trong đó có đoạn viết:
"Liên hiệp... kính đề nghị các ông giúp đỡ điều tra cáo buộc rằng các cơ quan và nhân viên nhà nước của chính phủ nước Cộng hòa Nhân dân Trung Hoa đã và đang mổ cướp cơ quan tạng các học viên Pháp Luân Công còn sống và giết các học viên này trong quá trình mổ cướp. Liên hiệp đã nhận được bằng chứng chứng minh cho cáo buộc này, nhưng cũng biết rằng một số người vẫn không tin những bằng chứng này có thật hay không và một số người khác phủ nhận chúng."
"Liên hiệp hiểu rằng các ông sẽ tiến hành điều tra của mình độc lập với Liên hiệp hoặc bất kỳ tổ chức/chính phủ khác. Các ông được tự do gửi các báo cáo về những gì các ông tìm thấy hoặc đi đến bất kỳ kết luận nào dựa trên bằng chứng thu thập được... Phương pháp làm việc của các ông là hoàn toàn do các ông chọn lựa."
Là hai luật sư và là những nhà hoạt động nhân quyền trong rất nhiều năm, hai ông Kilgour và Matas đã nhận lời, và thực hiện một cuộc điều tra độc lập của riêng mình. Như kể lại trong cuốn Thu hoạch đẫm máu, hai ông đã nhấn mạnh tính độc lập trong điều tra đó với tư cách là hai luật sư chuyên nghiệp:
"Hai người chúng tôi đều không phải là học viên Pháp Luân Công. Liên hiệp không đưa ra cho chúng tôi những chỉ dẫn cụ thể, họ cũng không nói chúng tôi sẽ tìm kiếm những gì, chỉ đề nghị chúng tôi điều tra... Tính độc lập của chúng tôi có ý nghĩa quan trọng..."
"Trong bất kỳ trường hợp nào, chúng tôi đều đứng trên lập trường quan điểm của riêng mình. Hơn nữa, vấn đề là cần nói những gì chứ không phải là ai nói. Độc giả có thể chối bỏ hoặc chấp nhận báo cáo nếu họ cảm thấy phù hợp. Tất cả các nguồn chứng cứ nêu ra ở đây là có thể kiểm chứng một cách độc lập. Bất cứ ai muốn tiến hành nghiên cứu riêng để kiểm tra các kết luận của chúng tôi, họ đều có thể tiến hành."
Tác giả bày tỏ ngay từ đầu rằng cần phải rất cẩn thận khi tiếp cận vấn đề này, thậm chí hai tác giả ban đầu có xu hướng tin rằng cáo buộc đó là sai sự thật:
"Chúng tôi từng thiên hướng rằng sẽ phát hiện cáo buộc là sai. Cáo buộc này, nếu là đúng, thì nó mô tả một loại ma quỷ vô cùng ghê tởm chưa từng xuất hiện ở hành tinh này, kể cả khi chúng ta gộp hết tất cả những gì sa đoạ mà nhân loại từng chứng kiến trong lịch sử để so sánh. Tội ác quá đỗi khủng khiếp đã khiến chúng tôi quay cuồng trong hoài nghi. Nhưng hoài nghi không có nghĩa là cáo buộc này là sai sự thật."
Tiếp đó, để bày tỏ rõ hơn cảm nhận của mình, hai tác giả đã dẫn lời của quan toà Toà án tối cao Mỹ Quốc, ông Felix Frankfurter, năm 1943 khi ông này được một nhân chứng kể về nạn diệt chủng Holocaust:
"Tôi không nói rằng anh thanh niên đó đã nói dối tôi. Nhưng tôi nói rằng tôi không thể nào tin nổi những gì anh ta đã nói. Đó là chỗ khác biệt.".

### Báo cáo 2006
Kết quả điều tra của hai ông là báo cáo tháng 7-2006 với tiêu đề An Independent Investigation into Allegations of organ Harvesting of Falun gong practitioners in china, "Báo cáo độc lập về điều tra về cáo buộc hoạt động mổ cướp tạng ở Trung Quốc", mà tại đây gọi tắt là Báo cáo 2006.

### Báo cáo 2007
Sau đó hai ông hiệu chỉnh và tháng 1-2007 công bố bản báo cáo thứ hai (tức là bản thứ nhất sau khi hiệu chỉnh) với tiêu đề: Bloody Harvest - Revised Report into Allegations of Organ Harvesting of Falun Gong Practitioners in China, "Thu hoạch đẫm máu - Báo cáo hiệu chỉnh về cáo buộc hoạt động mổ cướp tạng ở Trung Quốc", mà tại đây gọi tắt là Báo cáo 2007.

### Cuốn sáchThu hoạch đẫm máunăm 2009
Hai ông không dừng lại ở đó, mà vẫn tiếp tục thu thập chứng cứ, và lập tức đi các nơi trên thế giới để quảng bá vấn đề nhân quyền này qua các bài thuyết trình tại các diễn đàn, hội nghị,... "Vì chúng tôi đều là những nhà hoạt động nhân quyền, chúng tôi không thể ngồi yên khi có kết luận rằng những người vô tội đang bị giết hại để lấy cơ quan tạng".
Năm 2009, hai ông xuất bản cuốn sách với tựa đề Bloody Harvest - The killing of Falun Gong for their organs, "Thu hoạch đẫm máu - Điều tra về mổ cướp tạng sống các học viên Pháp Luân Công", mà tại đây gọi tắt là cuốn sách Thu hoạch đẫm máu.
Một mặt, cuốn sách Thu hoạch đẫm máu là sự hoàn thiện của những điều tra của hai ông sau khi có những bằng chứng mới hơn so với những gì đã có năm 2006/2007. Một mặt khác, hai ông viết cuốn sách này sau khi đã tiến hành nhiều bài thuyết trình ở các nơi trên thế giới; đó là về chủ quan. Về khách quan, tới năm 2009, những phản ứng của Trung Quốc về vấn đề ghép tạng nói chung và về Báo cáo Kilgour-Matas nói riêng cũng đã rõ ràng, các phản ứng của Pháp Luân Công cũng rõ ràng, và các phản ứng của cộng đồng quốc tế và giới chuyên ngành cũng đã rõ hơn nhiều so với năm 2006/2007. Do đó, cuốn Thu hoạch đẫm máu vừa là một trình bày hoàn chỉnh hơn về những điều tra của hai tác giả, vừa đồng thời là cơ hội phân tích những diễn biến mà hai tác giả chứng kiến. Điều này có thể thấy rõ qua cách bố cục trong sách. Sách gồm 2 phần: "Phần I: Bằng chứng", trình bày các bằng chứng mà hai tác giả thu thập được; và "Phần II: Hành động sau bằng chứng" trình bày những gì diễn ra sau đó cùng với phân tích của hai ông, cũng như là dịp hai ông đưa ra lời kêu gọi về của mình.
Việc tách riêng "Phần I: Bằng chứng" cũng thể hiện nỗ lực điều tra theo tinh thần độc lập và có thể kiểm chứng của tác giả; mà như tác giả đã tuyên bố: "Tất cả các nguồn chứng cứ nêu ra ở đây là có thể kiểm chứng một cách độc lập. Bất cứ ai muốn tiến hành nghiên cứu riêng để kiểm tra các kết luận của chúng tôi, họ đều có thể tiến hành".
Việc tách riêng "Phần II: Hành động sau bằng chứng" cũng có ý nghĩa nhất định; ít nhất có thể thấy rằng rất nhiều phân tích và đề xuất của hai ông ở Phần II là vẫn thích đáng bất kể là người đọc có đồng ý nội dung của điều tra ở Phần I hay không. Ví dụ như có đoạn viết:
"Hẳn là không cần phải đi thuyết phục ai đó rằng giết người vô tội để lấy tạng là vi phạm y đức. Mà giết tử tù mổ cướp tạng không cần đồng ý cũng vi phạm y đức giống vậy thôi. Cứ cho là Chính phủ Trung Quốc phủ nhận việc sát hại các học viên Pháp Luân Công để lấy tạng, nhưng nó đã thừa nhận rằng đang giết tù nhân để thu hoạch cơ quan tạng. Tranh luận giữa chúng tôi và Chính phủ Trung Quốc không phải ở chỗ cơ quan tạng có phải từ tù nhân hay không. Mà là tranh luận rằng loại tù nhân nào là nguồn tạng. Nhưng, chiểu theo chuẩn mực đạo đức của Hiệp hội Y khoa Thế giới, tranh luận đó không tạo nên khác biệt gì".

### Điều tra
Không thể tiến hành điều tra trực tiếp tại Trung Quốc là một cản trở lớn. Đại sứ quán Trung Quốc đã từ chối cấp thị thực cho hai ông Matas và Kilgour Hai ông đã lựa chọn phương án điều tra bằng cách rà soát tất cả các nhân tố xung quanh vấn đề Ghép tạng ở Trung Quốc: Bối cảnh, Nạn nhân, Bệnh nhân, Bệnh viện, Thử máu,... và chỉ ra rằng để giải thích cho những con số của Du lịch ghép tạng Trung Quốc thì chỉ có một lời giải thích duy nhất, đó là cáo buộc nói trên là đúng:
"Chúng tôi cũng dùng lập luận quy nạp, theo cả chiều xuôi và ngược: Nếu nói cáo buộc là sai, thì vì lẽ gì kết luận nó là sai? Nếu nói cáo buộc là đúng, thì những bằng chứng thực tế nào là nhất trí với cáo buộc? Động cơ hay bối cảnh gì có thể giải thích cho sự xuất hiện của tội ác nêu ra trong cáo buộc, nếu tội ác đó là đã xảy ra? Trả lời những câu hỏi như vậy giúp chúng tôi đi đến kết luận của mình.
Đồng thời chúng tôi cũng cân nhắc đến những nhân tố phòng ngừa. Các nhân tố phòng ngừa nào ngăn cản hoạt động tội ác này? Nếu những nhân tố phòng ngừa này có tồn tại, thì chúng ta có thể kết luận rằng tội ác này ít có khả năng diễn ra. Nếu không có nhân tố phòng ngừa nào, thì khả năng có tội ác này diễn ra là cao hơn."
"Những người có mặt tại nơi xảy ra hành vi tội ác thu hoạch tạng sống của học viên Pháp Luân Công – nếu đó là thật – thì sẽ hoặc là nạn nhân, hoặc là thủ phạm. Không có người ngoài cuộc. Vì nạn nhân – theo như lời cáo buộc – bị thủ tiêu và thiêu xác, nên cũng không có xác để khám nghiệm tử thi. Cũng không có nạn nhân nào sống sót để kể về việc này. Còn hung thủ có lẽ sẽ không tự đứng ra thú nhận về những tội ác phản nhân tính mà họ đã làm."
Đành là như vậy, nhưng trong đó có một bằng chứng mà có thể được tính là bằng chứng trực tiếp từ hung thủ. Một điều tra viên đóng vai bệnh nhân gọi điện tới Bênh viện Dân tộc thành phố Nam Ninh ở Khu tự trị tỉnh Quảng Tây; nội dung cuộc gọi điện được điều tra viên thu âm:
Hỏi: Các anh chưa từng dùng cơ quan tạng của học viên Pháp Luân Công à?
Đáp: Giờ đã khác trước rồi…
H: Vậy họ [tức là một bệnh viện ở Quảng Châu, chủ đề mà người thực hiện cuộc gọi đang nhắc tới] là dùng cơ quan tạng từ các học viên Pháp Luân Công phải không?
Đ: Đúng, đúng, đúng…
H: Nghe nói rằng cơ quan tạng từ các học viên Pháp Luân Công sẽ khỏe và tốt hơn phải không? Họ cũng dùng loại cơ quan tạng này đúng không?
Đ: Đúng, đúng, đúng. Thông thường là chọn lựa ra người khoẻ mạnh…
H: Ý tôi là tạng từ học viên Pháp Luân Công mới tốt hơn. Họ là dùng loại tạng như vậy đúng không?
Đ: Đúng, đúng, đúng…
H: …loại tạng nào được các anh hay từng dùng? Từ các trại tạm giam hay các nhà tù?
Đ: Từ các nhà tù
H: Ồ, từ các nhà tù à. Và là từ các học viên Pháp Luân Công khoẻ mạnh, các học viên Pháp Luân Công khỏe mạnh phải không?
Đ: Đúng, đúng, đúng. Chúng tôi chọn những cái tốt, bởi chúng tôi đảm bảo chất lượng của các ca mổ.
H: Nghĩa là các anh được tự chọn các cơ quan tạng?
Đ: Đúng, đúng, đúng…
H:….thường thì nguồn tạng có độ tuổi bao nhiêu vậy?
Đ: Thông thường là ở độ tuổi 30
H: Độ tuổi 30. Rồi các anh sẽ tới nhà tù để tự lựa chon à?
Đ: Đúng, đúng, đúng. Chúng tôi phải lựa chọn nó chứ."
Cuộc gọi cụ thể này đã dẫn đến một phản ứng đáng chú ý từ Chính phủ Trung Quốc. Phoenix TV, một kênh truyền thông Hồng Kông, đã sản xuất một đoạn phim tài liệu của Chính phủ Trung Quốc, phản ứng lại báo cáo của chúng tôi. Trong phim tài liệu này, Lư Quốc Bình (Lu Guoping) thừa nhận đã nhận được cuộc điện thoại từ người gọi của chúng tôi...
"Tôi đã nói với cô ấy tôi không tham gia vào các ca phẫu thuật và không biết tí gì về nguồn gốc cơ quan tạng. Tôi đã nói với cô ta rằng tôi không thể trả lời câu hỏi của cô ấy. Sau đó, cô ấy đã hỏi tôi rằng liệu các cơ quan tạng này có đến từ các nhà tù phải không. Tôi đã trả lời dứt khoát là không."...
"Bản ghi âm điện thoại là không đúng sự thật. Nhiều đoạn đã bị bóp méo hoặc cắt xén. Bản báo cáo đã nói rằng khi tôi được hỏi rằng cơ quan tạng lấy ra từ người của Pháp Luân Công là từ đâu ra, từ nhà tù hay trại tạm giam, và tôi đã nói rằng chúng đến từ các nhà tù. Nhưng đó không phải câu trả lời của tôi… Bản báo cáo cũng nói rằng khi người gọi điện cho tôi đã hỏi rằng liệu chúng tôi có phải đến nhà tù để chọn lựa các cơ quan cơ thể người hay không, tôi trả lời là có và thêm rằng chúng tôi phải đến đó để lựa chọn. Thực ra lúc đó không hề nêu ra câu hỏi này."...
...[qua phim tài liệu này] chúng tôi có thêm một lời thừa nhận xa hơn nữa rằng giọng nói mà chúng tôi có trong bản thu âm đúng là giọng nói của người mà giọng nói đó tự xác nhận. Đây có thể được xem như bằng chứng trực tiếp của tội ác mà chúng tôi có thể có được.
Đoạn phim trên YouTube này đã có đoạn lời ghi âm cuộc điện thoại nói trên và đoạn phim có lời của đích thân ông Lư phát biểu, và có phần ông David Kilgour phân tích bằng chứng này.
Không chỉ có điều tra viên mới làm việc này. Những người quan tâm cũng thử chủ động "đóng vai" bệnh nhân hoặc thân nhân của bệnh nhân, ví dụ: "Cuối tháng 11-2006, thượng nghị sĩ Bỉ Patrik Vankrunkelsven, đóng vai khách hàng muốn ghép thận, đã gọi cho hai bệnh viện khác nhau ở Bắc Kinh. Cả hai bệnh viện đều lập tức chào hàng ông một quả thận với giá 50.000 Euro.".

## Ảnh hưởng của Báo cáo Kilgour-Matas trên thực tiễn

### Phản ứng của Trung Quốc
Trung Quốc vẫn luôn bác bỏ kết luận của Báo cáo Kilgour Matas.